# (35861) 1999 JT66
1999 JT66 (asteroide 35861) é um asteroide da cintura principal. Possui uma excentricidade de 0.14976590 e uma inclinação de 2.89210º.
Este asteroide foi descoberto no dia 12 de maio de 1999 por LINEAR em Socorro.